# Sciapianka (stacja kolejowa)
Sciapianka (biał. Сцяпянка, ros. Степянка) – stacja kolejowa w Mińsku, na Białorusi. Leży na linii Moskwa - Mińsk - Brześć.